# Anthem (Less Than Jake)
Anthem is het vijfde studioalbum van de Amerikaanse ska-punkband Less Than Jake. Het album werd uitgegeven op cd via het platenlabel Sire Records op 20 mei 2003, waarmee Anthem het eerste muziekalbum van Less Than Jake is dat via dit label werd uitgegeven. Later werd het album als picturedisc heruitgegeven via andere labels.

## Nummers
1. "Welcome to the New South" - 2:46
2. "The Ghosts of Me and You" - 3:21
3. "Look What Happened" - 3:06
4. "The Science of Selling Yourself Short" - 3:07
5. "Short Fuse Burning" - 2:19
6. "Motown Never Sounded So Good" - 2:38
7. "The Upwards War and the Down Turned Cycle" - 2:59
8. "Escape From the A-Bomb House" - 3:31
9. "Best Wishes to Your Black Lung" - 2:54
10. "She's Gonna Break Soon" - 3:14
11. "That's Why They Call It a Union" - 3:03
12. "Plastic Cup Politics" - 2:17
13. "The Brightest Bulb Has Burned Out/Screws Fall Out" - 4:54
14. "Surrender" (cover van Cheap Trick) - 3:43

## Muzikanten
| Band - Chris Demakes - gitaar, zang - Roger Manganelli - basgitaar, zang - Vinnie Fiorello - drums - Buddy Schaub - tenortrombone - Peter Wasilewski - tenorsaxofoon | Aanvullende muzikanten - Luis Conte - slagwerk - Jamie Muhoberac - keyboard - Heather Tabor - achtergrondzang (track 3) |